# Шарл Лотарингски
Шарл Лотарингски (на френски: Charles de Lorraine,; на немски: Karl von Lothringen, * 1 юли 1567, Нанси, † 24 ноември 1607, Нанси) е епископ на Мец (1578 – 1607) и Страсбург (1604 – 1607), кардинал на римокатолическата църква на Франция.

## Биография
Той е вторият син на Карл III, херцог на Лотарингия и Бар, и съпругата му принцеса Клод Валоа от Франция, втората дъщеря на френския крал Анри II и Катерина Медичи.
Принц Шарл е номиниран като дете на 18 юли 1578 г. за епископ на Мец. Той следва в Сорбоната в Париж. Папа Сикст V го номинира на 20 декември 1589 г. за кардиналдякон. Григорий XIV го номинира на 5 април 1591 г. кардиналсвещеник и на апостолски легат за херцогствата Лотарингия и Бар. По време на отсъствието на баща му принц Шарл поема често управлението на двете херцогства Лотарингия и Бар.
Шарл Лотарингски е избран през 1592 г. за епископ на Страсбург. Той страда от 25-годишен от големи болки на гърба и се парализира, въпреки това умствено е силен и работи. Умира през 1607 г. на 40-годишна възраст.